# 金子昌資
金子 昌資（かねこ まさし、1939年3月2日 - ）は、日本の経営者。日興證券社長、会長を務めた。岡山県出身。

## 経歴
1962年に東京大学経済学部経済学科を卒業し、同年に日興證券に入社。
1988年12月に取締役に就任し、1991年3月に常務、1994年2月に専務、1997年2月に副社長を経て、同年10月に社長に就任。2001年3月には会長も兼任し、同年6月には日興コーディアルグループ会長兼社長と日興コーディアル証券会長に就任。2003年6月には日興コーディアル証券取締役と日興コーディアルグループ会長に就任。2006年6月から2016年6月までに信越化学工業取締役を務めた。
著書に「この時代を生き抜くための幼児教育」がある。